# Belgische Badmintonmeisterschaft 1955
Die Belgische Badmintonmeisterschaft 1955 fand in Löwen statt. Es war die siebente Auflage der nationalen Badmintonmeisterschaften von Belgien.	

## Titelträger
| Disziplin    | Sieger                  |
| ------------ | ----------------------- |
| Herreneinzel | Guy van Branteghem      |
| Dameneinzel  | J. Boulet               |
| Herrendoppel | Stan Joy Bernard Blake  |
| Damendoppel  | Nancy Joy Nancy Penning |
| Mixed        | Stan Joy Nancy Penning  |